# Форфетинг
Форфетингът представлява договорено финансиране, чрез покупка на вземания от стокови доставки и услуги от специализирани финансови институции (банки или други кредитни институции).
Могат да бъдат изкупени както авалирани менителници на вносители, така и открити счетоводни вземания. Обикновено вземанията са за крупни суми и се извършват в срок до 7 години. Тъй като купувачът на вземанията се отказва от претенции към продавача се изискват допълнителни гаранции. Основание за извършване на финансовата операция е договор за форфетинг, който се подписва между заинтересованите страни по сделката.
Форфетирането е метод за финансиране на дълготрайни материални активи с фиксиран лихвен процент по кредита за нови дълготрайни материални активи.
Периодът е от 5 до 7 години.
Участниците във форфетирането са форфетьорът длъжникът по търговската сделка и първоначалният кредитор.
Форфетьорът е специализираната институция, която купува вземания и по този начин я осигурява финансово. Той:
винаги купува точни вземания;
-отказва се от регрес на риска към продавача;
-поема всички рискове по вземането;
-изкупува вземането изцяло и глобално;
-изплаща незабавно еквивалента на вземането;
-удържа лихвите до деня.